# Хуэйчан
Хуэйча́н (кит. упр. 会昌, пиньинь Huìchāng) — уезд городского округа Ганьчжоу провинции Цзянси (КНР).

## История
Уезд был выделен во времена империи Сун в 982 году из уезда Юйду. После монгольского завоевания и образования империи Юань уезд был в 1297 году поднят в статусе до области, но после свержения власти монголов и образования империи Мин область в 1369 году вновь стала уездом. 
После образования КНР в 1949 году был создан Специальный район Жуйцзинь (瑞金专区), и уезд вошёл в его состав. В ноябре 1949 года был создан Ганьсинаньский административный район (赣西南行署区); Специальный район Жуйцзинь был при этом переименован в Специальный район Нинду (宁都专区) и подчинён Ганьсинаньскому административному району. 17 июня 1951 года Ганьсинаньский административный район был упразднён. 29 августа 1952 года Специальный район Нинду был присоединён к Специальному району Ганьчжоу (赣州专区).
В мае 1954 года Специальный район Ганьчжоу был переименован в Ганьнаньский административный район (赣南行政区). В мае 1964 года Ганьнаньский административный район был снова переименован в Специальный район Ганьчжоу. В 1970 году Специальный район Ганьчжоу был переименован в Округ Ганьчжоу (赣州地区).
Постановлением Госсовета КНР от 24 декабря 1998 года Округ Ганьчжоу был преобразован в городской округ; это постановление вступило в силу с 1 июля 1999 года.

## Административное деление
Уезд делится на 6 посёлков и 13 волостей.